# Koszary przy ul. Ludnej 11 w Warszawie
Koszary przy ul. Ludnej Warszawie – koszary armii Imperium Rosyjskiego a następnie Wojska Polskiego znajdujące się w Warszawie przy ul. Ludnej 11.

## Historia
W dawnych kamienicach z końca XIX wieku znalazły siedzibę instytucje podlegające Ministerstwu Spraw Wojskowych – pod nr. 11 działał Instytut Przeciwgazowy, pod nr. 13 i 15 – Instytut Techniczny Uzbrojenia. Taki stan rzeczy trwał do wybuchu II wojny światowej.
Po I wojnie światowej koszary były własnością prywatną a w jej murach mieściło się kilka instytucji: Szkoła Gazowa, Pluton Telegraficzny, Oddział Polski przy Francuskiej Misji Wojskowej, Pluton Żandarmerii, Oddział Sztabowy I Dyonu Samochodowego, Pierwsza Autokolumna, Orkiestra Reprezentacyjna Komendy Miasta, Izba Chorych z Ambulatorium oraz internat dla kilkunastu oficerów. W 1922 w murach koszarach planowano zorganizować siedzibę Instytutu Badań Broni Chemicznej. Z powodu zbyt dużej wartości majątku (1,5 mln zł) od tych planów odstąpiono.